# Ipiranga (São Paulo)
Pour les articles homonymes, voir Ipiranga.
Ipiranga est un district de classe moyenne, situé dans la zone sud de la municipalité de São Paulo. Il tient son nom de la rivière d'Ipiranga qui le traverse, celui-ci signifiant, en langue tupi, «rivière rouge», en raison de ses eaux boueuses.
C'est dans ce district que Pierre Ier a proclamé l'indépendance du Brésil le 7 septembre 1822, non loin de la rivière éponyme. Son nom est donc référencé dans le premier vers de l'hymne national et dans le parc de l'indépendance où un monument commémore l’événement.
On y trouve le musée Paulista, également connu sous le nom de musée d'Ipiranga, avec une architecture de style classique, qui détient un grand nombre de reliques de la période coloniale brésilienne, et le musée de Zoologie. Le quartier est desservi par les stations Ipiranga (Companhia Paulista de Trens Metropolitanos), Tamanduateí (Companhia Paulista de Trens Metropolitanos et métro), Alto do Ipiranga (métro) et Sacomã (métro).

## Histoire
L'histoire d'Ipiranga, depuis le début, est associée au déplacement entre la capitale de l'État et la côte de São Paulo. En raison de sa position géographique, la région était un passage obligé pour ceux qui, venant du noyau central de la ville, se dirigeaient vers les sentiers qui leur permettraient de traverser Serra do Mar vers la Baixada Santista.
Cela a fait entrer le quartier dans l'histoire du Brésil lorsqu'il est devenu le théâtre de l'événement au cours duquel Dom Pedro I, issu d'une de ses errances dans la ville de Santos, a décidé de proclamer l'indépendance du Brésil, dans l'une de ses escales sur le rives du ruisseau Ipiranga. L'épisode a été enregistré dans le célèbre tableau de Pedro Américo et dans les paroles de l'hymne national brésilien.
Par la suite, l'inauguration de l'Estrada de Ferro Santos à Jundiaí, en 1867, a permis à la région, jusqu'alors un lieu-dit à la périphérie de la ville de São Paulo, de s'intégrer définitivement dans le réseau de la ville.
Aussi à cause du chemin de fer, Ipiranga a commencé à être caractérisé comme un quartier industriel, car de nombreuses usines ont profité des facilités offertes par la proximité des voies qui reliaient la ville à la côte et à l'intérieur pour s'établir dans la région.
La région proche de la rivière Tamanduateí était si caractérisée par des industries, que les tramways et les bus qui s'y rendaient portaient, sur le panneau, le titre « Fábrica » (« Usine »).
En 1947, l'inauguration de la rodovia Anchieta ne fera que renforcer cette vocation, apportant une nouvelle vague d'industries dans la région.
Dans le même temps, la rua Bom Pastor et l'avenida Dom Pedro I se caractérisaient par des maisons de familles riches et par la classe moyenne qui travaillait dans des usines ou d'autres quartiers de São Paulo. Pendant ce temps, sur l'avenida Nazaré, qui longeait le sommet de la colline d'Ipiranga, des institutions éducatives ou caritatives liées à l'Église catholique émergeaient, occupant une partie de l'espace.
À partir des années 1970, pour des raisons principalement économiques, Ipiranga a commencé à perdre ces industries au profit d'autres régions et d'autres villes. Les espaces vacants ont commencé à être progressivement occupés par le commerce, les services et, plus récemment, par de grands développements résidentiels.

### Actualité

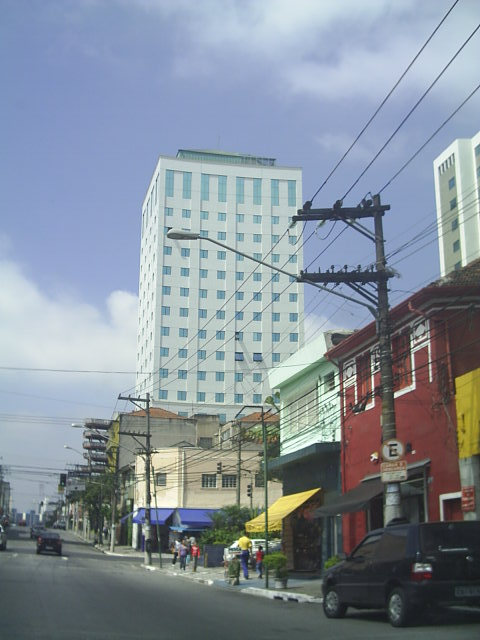
Quartier commercial du district

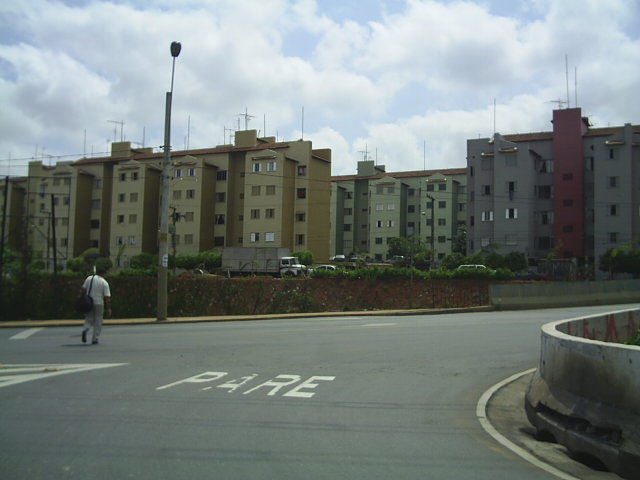
Grands ensembles à Vila Heliópolis, dans le district de Sacomã, vu de São Caetano do Sul

Actuellement, le quartier connaît un développement intense, avec la construction des stations Alto do Ipiranga et Sacomã (deux des plus modernes de la ville) du métro, l'arrivée de l'Expresso Tiradentes sur l'avenida do Estado, et une grande spéculation immobilière, avec la construction de plusieurs immeubles (verticalisation), pour la plupart résidentiels.
La verticalisation fait que les quelques maisons du quartier deviennent l'objet de désirs et de spéculations immobilières et, par conséquent, sont très appréciées.
Le métro a développé la mobilité dans la région, provoquant souvent l'échange de voitures et de motos, entraînant une amélioration de la circulation dans la région. À la périphérie du district, près de la frontière avec la municipalité de São Caetano do Sul, se trouve le quartier de Vila Heliópolis, qui dérive de la favela d'Heliópolis, la plus grande de São Paulo. L'emplacement actuel du quartier à côté de certains de ses quartiers (aujourd'hui, le district de Sacomã), était l'ancienne Heliópolis, cependant, aujourd'hui, la zone horizontale, manquant et manquant d'infrastructure, a été réduite en grande partie, causant une bonne amélioration de la qualité de vie du quartier, avec la verticalisation (urbanisation) et la régularisation des zones à risques.

### Téléphonie
En 1935, l'ancienne station téléphonique d'Ipiranga (préfixe 3-0) est inaugurée par l'ancienne Companhia Telefônica Brasileira (préfixe 3-0), qui remplace l'ancienne station manuelle qui fonctionnait à Cambuci. En 1954, la société a augmenté la capacité des terminaux installés de 1000 à 10000, en changeant le préfixe en 63. Des coupes successives de zones ont donné naissance à de nouvelles stations téléphoniques à Vila Prudente, Vila Zelina, Vila Alpina et Casa Grande (à l'est) et Anchieta, Patente, Liviero et Jardim da Saúde (au sud). Actuellement, les centraux installés au poste téléphonique d'Ipiranga totalisent environ 160 000 terminaux téléphoniques.

### Pollution
Le quartier, célèbre pour le ruisseau d'Ipiranga, a sa propre pollution. La population dénonce que, tout comme elle est généralement dans l'état que les autres rivières métropolitaines de São Paulo, elle est polluée par les égouts et les canalisations. Devant le Monument de l'Indépendance, une odeur pourrie envahit l'air. Quiconque s'approche du site pour voir de près le fameux ruisseau mentionné dans l'hymne national, trouvera de la saleté et une mauvaise odeur sur ses rives. Cent quatre-vingt-dix ans après l'indépendance, c'est l'état du ruisseau d'Ipiranga, à l'exclusion de sa source dans le jardin botanique, le seul point où l'eau est en bon état. L'opération urbaine Bairros do Tamanduateí vise, entre autres mesures, à assainir le ruisseau d'Ipiranga et à créer un parc à son embouchure, le parque Foz do Ipiranga.

## Districts limitrophes
- Cambuci (Nord)
- Mooca (Nord-est)
- Vila Prudente (Est)
- Sacomã (Sud)
- Cursino (Sud-ouest)
- Vila Mariana (Ouest)

## Municipalité limitrophe
- São Caetano do Sul (Sud-est)

## Districts à proximité
- Jabaquara
- Saúde
- Moema
- Liberdade
- Brás
- Belém
- Água Rasa